# Dianthus plumbeus
Dianthus plumbeus är en nejlikväxtart som beskrevs av Schischkin. Dianthus plumbeus ingår i släktet nejlikor, och familjen nejlikväxter. Inga underarter finns listade i Catalogue of Life.